# Dryoathyrium forsythii-majoris
Dryoathyrium forsythii-majoris là một loài dương xỉ trong họ Athyriaceae. Loài này được C.V.Morton mô tả khoa học đầu tiên năm 1967.
Danh pháp khoa học của loài này chưa được làm sáng tỏ. 